# Balignicourt

Balignicourt este o comună în departamentul Aube din nord-estul Franței. În 1 ianuarie 2022 avea o populație de 57 de locuitori.

## Evoluția populației
| An        | 1962 | 1968 | 1975 | 1982 | 1990 | 1999 | 2006 | 2009 |
| --------- | ---- | ---- | ---- | ---- | ---- | ---- | ---- | ---- |
| Populație | 148  | 153  | 147  | 111  | 93   | 94   | 91   | 80   |